# Хань Цун
Хань Цун (кит.: 韩聪) — китайський фігурист, що спеціалізується в парному катанні, олімпійський чемпіон та медаліст, чемпіон світу та володар численних інших нагород. 
Срібну олімпійську медаль Хань здобув разом із Суй Веньцзін у парному катанні на Пхьончханській олімпіаді 2018 року. 
Пара Суй/Хань тричі вигравала юнацький чемпіонат світу та двічі юнацький Гранпрі. 

## Зовнішні посилання
- Картка пари Суй/Хань Міжнародного союзу ковзанярів